# Ål Bygdamuseum
Skiptvet Bygdemuseum ist ein kleines Freilichtmuseum in der Gemeinde Ål in der norwegischen Provinz Buskerud. Es umfasste zunächst sechs Gebäude und wurde im Jahr 1944 eröffnet.
Der Bestand des Museums umfasst inzwischen 30 historische Gebäude. Darunter ist der um 1600 erbaute Hof von Leksvol, eine Art Alm mit einem Gebäude aus Stein sowie den typischen landwirtschaftlichen Nebengebäude wie Schweinestall, Pferdestall, Räucherkammer etc.
Das Museum ist eine Zweigstelle des Hallingdal Museums.